# Dipseudopsis notata
Dipseudopsis notata är en nattsländeart som först beskrevs av Fabricius 1781.  Dipseudopsis notata ingår i släktet Dipseudopsis och familjen Dipseudopsidae. Inga underarter finns listade i Catalogue of Life.